# Рид, Кит
Кит Стюарт Брайан Рид (англ. Keith Stuart Brian Reid; 19 октября 1946, Уэлин-Гарден-Сити, Хартфордшир — 23 марта 2023, Лондон) — британский автор песен, наиболее известный своим сотрудничеством с Procol Harum, для которых написал тексты почти ко всем песням, за исключением инструментальных композиций и кавер-версий. На протяжении многих лет он проживал в США.

## Биография
Рид родился и получил образование близ Лондона. Он вырос в Лондоне и был евреем, сыном пережившего Холокост. Бросил школу в раннем возрасте, чтобы начать карьеру песенника. В 1966 году он познакомился с Гэри Брукером, который стал соавтором большинства его песен (в то время как музыка к некоторым композициям была написана органистом Мэттью Фишером и гитаристом Робином Трауэром). Вскоре они начали сотрудничество, и их композиция «A Whiter Shade of Pale» — первый сингл Procol Harum, был выпущен в 1967 году. Он поднялся на вершину британского чарта синглов и был продан в количестве 6 миллионов копий по всему миру. Рид продолжал писать тексты для группы вплоть до её распада в 1977 году.
Вне Procol Harum он сотрудничал с французским певцом Мишелем Польнареффом и был соавтором песен на его дебютном альбоме, вышедшем в 1966 году. Помимо этого, он также является соавтором хита Джона Фарнема — «You're the Voice» (1986).
В 1986 году Рид переехал в Нью-Йорк и основал компанию по менеджменту. В дальнейшем он воссоединился с Брукером и Procol Harum для записи альбомов The Prodigal Stranger, выпущенного в 1991 году и The Wells on Fire (2003)
В августе 2008 года под названием The Keith Reid Project, Кит выпустил альбом The Common Thread. Рид писал тексты для песен таких музыкантов как Джонни Соутсайд, Крис Томпсон, Джон Уайт и Майкл Сакселл.
В декабре 2018 года вышел новый альбом Keith Reid Project In My Head.
Умер в марте 2023 года в возрасте 76 лет.